# La Planète sur la table
Ne doit pas être confondu avec Pardon, vous n'avez pas vu ma planète ?.
La Planète sur la table (titre original : The Planet on the Table) est un recueil de nouvelles de science fiction de Kim Stanley Robinson, publié par Tor Books en 1986. Une édition a été publiée au Royaume-Uni en 1987, et l'édition française est parue en 1989 chez J'ai lu (no 2389) avec une traduction de Michel Demuth.
Le recueil tire son titre d'un poème de Wallace Stevens.

## Distinctions
Un récit du recueil, L'Air noir (Black Air), a reçu le prix World Fantasy du meilleur roman court 1984 et a été proposé au prix Hugo et au prix Nebula (sans recevoir les prix).
Six des huit récits sont arrivés au top-20 dans le « sondage Locus des meilleures nouvelles » et le recueil The Planet on the Table lui-même a été classé dixième dans le classement des meilleurs recueils en 1987.
The New York Times a classé le recueil comme l'un des ouvrages les plus importants de l'année 1986.

## Nouvelles

### Venise engloutie
- Titre original : Venice Drowned
- Première publication : Universe 11, anthologie composée par Terry Carr, éd. Doubleday, juin 1981.
- Résumé : À la fin du XXIe siècle, Carlo Tafur est un Italien désargenté qui vit à Venise, où plutôt ce qu'il en reste après une montée spectaculaire du niveau des océans vers 2040. Son travail consiste à faire visiter les ruines sous-marines de la cité à des touristes. Ce jour-là, il doit amener deux touristes japonais sur le site de Torcello : ils veulent trouver puis enlever au burin une fresque célèbre, la Vierge à l'Enfant…
- Liens externes : 
  - (en) Lire intégralement la nouvelle en anglais
  - Fiche sur iSFdb
  - « Fiche » sur le site NooSFere

### Mercuriale
- Titre original : Mercurial
- Première publication : Universe 15, anthologie composée par Terry Carr éd. Doubleday, août 1985.
- Résumé : Sur la planète Mercure, Freya Grindavik et Nathaniel Sebastian enquêtent sur la mort mystérieuse de Sandor Musgrave, le majordome d'une femme riche. L'enquête se focalise sur un trafic d'œuvres d'art et sur de faux tableau de Claude Monet. Musgrave avait découvert une information et s'était transformé en maître chanteur : sa victime a sans doute choisi de le tuer pour éviter le chantage. Freya enquête, interroge divers suspects puis réunit ces derniers et leur explique qu'aucun d'eux n'est coupable : Sandor Musgrave est mort à la suite d'un accident. Puis elle oblige le tueur (car tueur il y a), à quitter la planète et à se rendre sur Pluton, moyennant quoi la vérité sera tue. Un peintre que tout le monde considère comme raté, Arnold, qui est le tueur, accepte. Freya explique à Nathaniel son comportement : elle n’a pas voulu faire emprisonner un peintre génial et le fait qu'il est faussaire n'est pas important. On manque d'artistes géniaux et il n'était pas question de laisser planer un doute sur l'authenticité de centaines toiles. De plus, qui, sur Mercure, aurait intérêt à voir des centaines de toiles déclassées ?
- Liens externes : 
  - Fiche sur iSFdb
  - « Fiche » sur le site NooSFere

### Sur la ligne de crête
- Titre original : Ridge Running
- Première publication : The Magazine of Fantasy & Science Fiction, 1984.
- Remarque : cette nouvelle relève du registre de la science-fiction new wave.
- Résumé : Trois hommes (Brian, Peter et Joe) font une expédition en montagne. Ils devisent sur les conditions de leur parcours. L'un d'eux, Joe, a perdu la mémoire.
- Liens externes : 
  - Fiche sur iSFdb
  - « Fiche » sur le site NooSFere

### Le Déguisement
- Titre original : The Disguise
- Première publication : Orbit 19, 1977.
- Résumé :
- Lien externe : « Fiche au sujet de cette nouvelle » sur le site NooSFere

### Le «Lucky Strike»
- Titre original : The Lucky Strike
- Première publication : Universe 14, 1984.
- Résumé :
- Lien externe : « Fiche au sujet de cette nouvelle » sur le site NooSFere

### Retour à Dixielan
- Titre original : Coming Back to Dixieland
- Première publication : Orbit 18, juin 1976.
- Résumé :
- Lien externe : « Fiche au sujet de cette nouvelle » sur le site NooSFere

### Les Œufs de pierre
- Titre original : Stone Eggs
- Première publication : Universe 13, 1983.
- Résumé :
- Lien externe : « Fiche au sujet de cette nouvelle » sur le site NooSFere

### L'Air noir
- Titre original : Black Air
- Première publication : The Magazine of Fantasy & Science Fiction, mars 1983.
- Distinction : Prix World Fantasy 1984.
- Résumé :
- Liens externes :
  - « Fiche au sujet de cette nouvelle » sur le site NooSFere
  - Locus Index to Science Fiction 1984-1998.

## Réception critique
- Gerald Jonas, du New York Times, a déclaré au sujet de ce recueil que Kim Robinson était « une voix puissante et importante de la science fiction »[3].